# 石田靖
石田 靖（いしだ やすし、1965年12月10日 - ）は、日本のお笑いタレント、喜劇俳優、コメンテーター。
兵庫県伊丹市出身。吉本興業東京所属。身長179 cm、体重75 kg。
なんばグランド花月での吉本新喜劇の座長経験者であり、ルミネtheよしもとでの新喜劇・石田班および地方公演の座長を務める。

## 経歴

### 人物
実家は伊丹市の木造平屋。兵庫県立伊丹高等学校、京都産業大学卒業。大学時代は、アマチュアレスリング部に所属。
2008年に、伊丹市から伊丹市をPRする「伊丹大使」の委嘱を受けている。
2009年11月23日、交際中の16歳年下の一般女性との婚姻届を提出。翌日、神戸市中央区のクラウンプラザ神戸で、挙式、結婚披露宴を開催した。
2012年5月13日に長男、2013年9月3日に長女が、2016年12月29日に次女が誕生。2022年9月24日には第4子となる次男が誕生した。
2015年3月19日両親の出身地である大分県中津市特命観光大使の委嘱式が中津市にて行われる。
2016年7月31日同市で行われた、『開運!なんでも鑑定団』（テレビ東京）の「出張!なんでも鑑定団in中津」の収録（放送は8月23日）で、伯父（母の兄）が登場した。叔父は上記の結婚披露宴に出席していたエピソード等を披露した。客席には叔母が観覧していた。
読売ジャイアンツファン。

### デビュー
京都産業大学在籍中の1987年、オーディションで吉本興業に入る。「オ組」でデビュー。
アントニオ猪木に憧れ、夢はプロレスラーになることだったが、母親に反対されたので諦め、芸能界入りを決めた。
同年11月にスタートした清水圭・和泉修司会の夕方の帯番組『素敵!KEI-SHU5』（関西テレビ）のレギュラーに抜擢される。翌年10月に「KEI-SHU5」の出演メンバー強化目的によるダウンタウン司会の帯番組『4時ですよーだ』（毎日放送）のレギュラー出演者との掛け持ち制移行の見返りとして、130Rとともに『4時ですよーだ』のレギュラーへ移る。『4時ですよーだ』末期では、ダウンタウンが東京での仕事が増え、出演時間が少なくなったための穴埋めとして今田耕司、東野幸治と共に司会を務めることとなる。このときのトリオ名は「3ばか大将」と呼ばれた（しかし、ダウンタウンの司会降板以後は視聴率的に振るわなくなったことから、後にダウンタウンが司会に復帰した）。

### 吉本新喜劇入団
1989年、『4時ですよーだ』の終了とともに今田らと「やめよッカナ？」キャンペーンを展開していた吉本新喜劇に入団。持ちギャグはなく、当初は2枚目役を演じていた。石田を知る同級生達からは、「なんで普段みたいに面白いことやらへんの？」と問われていたという。その後、持ちギャグを作ってみるようアドバイスを受けたこともあって、持ちギャグをいくつか作って舞台上で披露したが、そのいずれもがスベリ芸で面白くない物ばかりであったために、不評を買った。このことから、持ちギャグ（持ちギャグの研究・開発および使用）を禁止された。その代わりに、プロレス技以外で数少ないネタ的なものとして、他の共演者のギャグをパクることが多い。
やがて、なんばグランド花月の舞台で、島田珠代や山田花子を筆頭に先輩後輩問わず数々の芸人を相手に、石田本人が本来やりたかった芸という暴力的な仕切りツッコミでのしあがり、1995年にはニューリーダーに、1999年には座長に就任。現在でも舞台上では、プロレス技まがいの暴力的な仕切りツッコミだけで十分ウケをとっている。
大学時代に習得したプロレス技は主に花子や浅香あき恵相手に遺憾なく発揮される。リンゴ（ハイヒール）を骨折させるなど、プロレス技は非常に強力。持ち技としてはジャイアントスイング、ドロップキック、踵落としなどがある。特に踵落としは池乃めだかや高橋靖子の頭を超えるほど踵が上がり、かなりの柔軟性を持つ。さらに、新喜劇の舞台上で持ち技を決めたときは武藤敬司のポーズをとり、自己陶酔する。舞台で花子から水着をはぎ取り、裸にしたことがある。こうした数々の暴挙に対する批判に対して、石田はブログで「（同じくプロレス経験者の花子に対しては）あくまでネタなんで…ネタやったら何やってもええんか!とお怒りの方もおられますが信頼関係があってやってることなんで…是非、見て笑ってください」と理解を求めている。
2001年、東京新宿にルミネtheよしもとがオープン。ルミネでも東京の芸人を中心とした新喜劇が上演されることになり、本場なんばグランド花月から数名の座員が送りこまれ、石田もその一人としてルミネ新喜劇の座長に就任、NGKメンバーとしての新喜劇出演はスペシャルや全国ツアーのみになり、ほとんど大阪に住みつつも舞台はルミネでの活動をメインにした。
その後2004年春から3年ぶりにNGK新喜劇に座長として復帰したものの、引き続き東京ベースの活動であり、他の座長に比べテレビ出演や地方ロケに出かけることが多く、「素人をうまくイジれる数少ない芸人」として番組関係者からの需要が高まっていたことからテレビ出演が増え、新喜劇への出演回数は座長・端役を問わず特にNGKで激減し（数カ月に1週、しかも途中休演がある）、NGK座長退任はスタッフから特に知らされることなく自然解消の形であった。以降NGKでの舞台へは重鎮ポジションとしての出演となったが、2012年から2023年10月までは通常公演への出演はほとんどなく、公式HPの座員紹介ページには名前がなかった。自身が座長の舞台では水玉れっぷう隊と共演することが多い。
近年は自身が座長としてNGKとルミネのそれぞれで「石田笑店」というイベントを年一回実施し、ルミネ・NGK双方の座員を交えての公演を行なっている。

### テレビ・映画への進出
1995年のニューリーダー就任の頃からテレビの仕事が増え、他の座長に比べて新喜劇出演は減ることとなる。この間『探偵!ナイトスクープ』（朝日放送）の探偵となり、知名度を上げる。
1991年には島田紳助が監督した映画『風、スローダウン』に主役で出演を果たしているが、この作品の共演者に結婚を申し込むも相手の両親に反対され叶わなかった。その後、石田は2008年から16歳年下の一般人女性と交際を開始し、2009年11月に入籍。11月下旬には兵庫県内にて挙式・披露宴が催された。
キューバ音楽をテーマにした映画『ミュージック★クバーナ』に出演。東京ツアーに来た主人公率いるバンドをステージ上で紹介する前説的な役どころ。2006年8月20日放送の『タモリ倶楽部』（テレビ朝日）で紹介され、タモリやガダルカナル・タカらに「なんで石田が??」とツッコまれていた。この他、『釣りバカ日誌』シリーズ第18作にも出演。

## 出演

### テレビ番組

#### 現在の出演番組
レギュラー
- 探偵!ナイトスクープ（1995年11月 - 、ABC放送テレビ）探偵役
- 石田靖とぶらりで笑!（ztvコミュニティチャンネル）
- 発見!!食遺産 ＃あなたのレシピ残させてください（2021年4月11日 - 、テレビ大阪）

不定期出演
- 開運!なんでも鑑定団（テレビ東京）ロケコーナー「出張!なんでも鑑定団」に随時出演[6]

特別番組
- やすしきよしの夏休み（関西テレビ）

#### 過去の出演番組
レギュラー
- 素敵!KEI-SHU5（1987年11月 - 1988年9月、関西テレビ）
- 4時ですよーだ（1988年10月 - 1989年9月、毎日放送）
- よしもと新喜劇（毎日放送）
- なんじゃそら三人組（1995年 - 2000年、朝日放送）
- おはよう朝日です（1997年 - 2003年、朝日放送〈現：ABCテレビ〉）：曜日コメンテーター
- 晴れるヤ夢街道!浪花雪之丞ー座（1997年 - 2003年3月、読売テレビ）
- 爆笑!駐在君が行く!（1997年 - 2006年、東海テレビ）
- 名探偵・山田花子（1998年10月 - 1999年9月、関西テレビ）
- ウンナンのホントコ!（1998年10月 - 2002年3月、TBS）
- 王様のお夜食（1999年4月 - 2004年10月、TBS）
- らぶどん（2000年4月 - 2002年3月、朝日放送）
- ツッコメディ!痛快パラダイス（2000年、朝日放送〈現：朝日放送テレビ〉）
- なんやモー目茶苦茶屋（2000年 - 2002年、朝日放送〈現：朝日放送テレビ〉）
- 特ダネ野郎えぇチーム（2002年、朝日放送〈現：朝日放送テレビ〉）
- 1、2、駐在さんダァ〜!!（2002年 - 2004年、朝日放送〈現：朝日放送テレビ〉）
- 満員御礼!!てっぺん座（2003年 - 2004年、読売テレビ）
- 天才てれびくんMAX（2003年、NHK教育）
- っちゅ〜ねん!（2005年 - 2006年、毎日放送）
- コンプレX（2005年、RCC中国放送）広島ローカル
- みみヨリぃ!?（2006年 - 2007年、テレビ大阪）
- 感涙!時空タイムス（2006年 - 2007年、テレビ大阪制作・テレビ東京系列）
- ぶらぴ（2006年 - 2008年、RCC中国放送）広島ローカル
- 上方演芸ホール（NHK大阪）漫才・コント週
- 生中継 ふるさと一番!（NHK）昼間、全国各地から生中継（月・火か水・木の2日セット）
- くちコミ☆ジョニー（日本テレビ）木曜レギュラー
- オトメキ（2008年 - 2009年、RCC）広島ローカル
- ごきげんライフスタイル よ〜いドン!（2008年 - 2021年、関西テレビ）隔週月曜
- おでかけ発見バラエティ かがくdeムチャミタス!（2008年 - 2021年、テレビ大阪）
- かんさい情報ネットten.（2009年3月30日 - 2024年9月24日、読売テレビ）- 2009年3月30日から2022年12月26日まで月曜日に出演、2023年1月から火曜日に移動。
- スイッチ!（2015年 - 、東海テレビ）隔週火曜出演
- みみよりライブ 5up!（2018年4月 - 2023年3月、広島ホームテレビ）- 月曜日「広島23」のレポーター
- Cheeky's Cast 1（2022年3月28日 - 9月26日、BSよしもと）- 月曜MC[7]
  - Cheeky's Evening（2022年10月 - 2023年6月、BSよしもと）- 水曜MC[8]
- ピタニュー（2023年4月 - 2025年3月、広島ホームテレビ）- 月曜日「ひろしま23」のコーナー出演

不定期出演
- 世界バリバリ☆バリュー（毎日放送）
- ドライブ A GO!GO!（テレビ東京）
- タモリ倶楽部（テレビ朝日）

特別番組
- おねだり怪盗GO!マウス（毎日放送）

### ラジオ番組
現在の出演番組
- OBCグッドアフタヌーン!ラジぐぅ（2019年10月 - 、ラジオ大阪）水曜パーソナリティ

過去の出演番組
- ヤンタンキンド館（1989年7月 - 1990年3月、MBSラジオ）
- OBCブンブンリクエスト（1991年10月 - 1999年9月、ラジオ大阪）※水曜担当
- オレたちやってま〜す（1999年10月 - 2000年9月、MBSラジオ）※木曜担当
  - オレたちXXXやってま〜すNEXT（2000年10月 - 2001年3月）※火曜担当
  - オレたちもっとやってま〜す（2001年4月 - 2002年3月）※火曜担当
- まいど!石田靖です（2002年4月 - 2002年9月、MBSラジオ）

### インターネット
『ひかりナイトバラエティ』
- 「石田靖・さとう珠緒の上っ面トーク」（2007年10月24日の最終回にて終了）
- 「石田靖と意外な仲間達」 水曜日

### テレビドラマ
- 異人館通りの聖夜（1995年、毎日放送） - 岸谷誠作 ※本作で共演した大江千里と意気投合する。
- 海に帰る日（毎日放送）
- 新・京都迷宮案内2（2004年、テレビ朝日） - 花田逸平 ※石田が出演しているのは新・2（実質7）のみ。
- アイ'ム ホーム 遙かなる家路（2004年、NHK）
- 金曜プレステージ「事件屋稼業2」（2014年、フジテレビ） - 大木

### 映画
- 風、スローダウン（1991年11月23日、東映）- 主演・川崎オサム
- ミュージック★クバーナ（2004年）
- 釣りバカ日誌18 ハマちゃんスーさん瀬戸の約束 （2007年、松竹） - 木村

#### 日本語版吹替
- ローデッド・ウェポン1（ジャック・コルト〈エミリオ・エステベス〉）※関西弁版

### Vシネマ
- 監獄女医（1997年）
- 難波金融伝・ミナミの帝王Vol.50　「金貸しの掟」（2004年）

### 舞台
- 「吉本百年物語 日本全国、テレビで遊ぼ」（2012年12月） - 小林プロデューサー

### ラジオドラマ
- FMシアター「ローリングボーイ」（2021年5月8日、NHK-FM） - ヤマジ

### 受賞歴
- 1991年 第17回 おおさか映画祭 新人賞「風、スローダウン」
- 1999年 第28回 上方お笑い大賞（読売テレビ）話題賞